# John Rawls
John Borden (Bordley) Rawls (Baltimore (Maryland), 21 februari 1921 – Lexington (Massachusetts), 24 november 2002) was een Amerikaans filosoof die vooral bekendheid verwierf omwille van zijn ethische en politieke filosofie, specifiek de rechtvaardigheid. Hij was als politiek filosoof verbonden aan de Harvard University en wordt vanwege zijn hoofdwerk A Theory of Justice en aanverwante publicaties algemeen beschouwd als de invloedrijkste politieke filosoof van de 20e eeuw.
Ondanks dat Rawls niet tot de rechtsfilosofen gerekend wordt is zijn invloed op de rechtswetenschappen indirect groot. Rechtsfilosofen, met name Ronald Dworkin, hebben zijn ideeën uitgewerkt en vertaald naar het recht. Daardoor heeft John Rawls in de canon van de rechtsfilosofie een blijvende plaats.

## Biografie
John Rawls werd geboren in Baltimore, Maryland, Verenigde Staten. Hij kwam uit een gezin met vijf kinderen, allemaal jongens, zijn ouders waren William Lee Rawls en Anna Abell Stump. Na de middelbare school ging Rawls in 1939 aan de prestigieuze Princeton University studeren, hier ontstond zijn interesse voor de filosofie. In 1943 rondde hij het eerste deel van zijn studie af en was daarmee bachelor of arts. Datzelfde jaar ging hij bij het leger, de Tweede Wereldoorlog was op dat moment in volle gang. Rawls diende in de infanterie en kwam terecht in Nieuw-Guinea, de Filipijnen en Japan. In Japan was hij getuige van de nasleep van de atoombom op Hiroshima. Rawls werd gevraagd in het leger te blijven als officier, maar bedankte voor de eer. Rawls ging terug naar Princeton University om zijn doctoraal in de filosofie te behalen. In 1949 trouwde Rawls met Margaret (Mardy) Fox, net als hij filosoof.
In 1950 promoveerde Rawls aan Princeton, waarna hij les ging geven aan dezelfde universiteit. In 1952 vertrok hij naar de universiteit van Oxford, waar hij kennismaakte met het werk van de liberale politicoloog Isaiah Berlin en de rechtswetenschapper H.L.A. Hart. Na een paar jaar keerde hij terug naar de Verenigde Staten, waar hij les ging geven aan Cornell University en het MIT. Bij Cornell werd hij in 1962 hoogleraar in de filosofie. In 1964 maakte hij de overstap naar Harvard, hier bleef hij tot zijn dood werken als professor. In 1995 ging Rawls' gezondheid achteruit, dat jaar kreeg hij zijn eerste beroerte. Deze beroerte en de daarop volgende beroertes tastten zijn vermogen om te werken aan. Ondanks zijn slechte gezondheid schreef hij in die periode The Law of Peoples, een boek over internationale verhoudingen en rechtvaardigheid. Eind 2002 overleed Rawls.

## Denken
Door wetenschappers wordt Rawls als een van de belangrijkste filosofen van de 20e eeuw gezien. Zijn grootste bijdrage ligt op het vlak van de politieke filosofie. Kenmerkend in het werk van Rawls is de centrale plaats die rechtvaardigheid inneemt. Dat geldt niet alleen voor zijn boek A Theory of Justice (Een theorie van rechtvaardigheid); in vrijwel al zijn ideeën klinkt de roep naar of behoefte aan rechtvaardigheid door. Bijna vanzelfsprekend gaat dat samen met een belangrijke plek voor de ratio. Zonder ratio is rechtvaardigheid immers vaak ver te zoeken. Opvallend is dat Rawls in zijn boeken en lezingen zelden of nooit een mening opdringt. Hij wil zijn lezers en toehoorders zelf aan het denken zetten. Dit doet hij door vragen op te werpen en alternatieven te bieden voor de manier waarop mensen gewoon zijn te denken. 'Zo is dat nu eenmaal' of 'Zo doen we dat al jaren' zijn frasen waar Rawls geen genoegen mee neemt. Hij daagt zijn lezers uit anders te denken dan gebruikelijk is.

#### Termen van Rawls
Een aantal termen die in het werk van Rawls geregeld voorkomen zijn:
- het vrijheidsprincipe, ofwel de vrijheid om keuzes te maken - liberty principle;
- de oorspronkelijke positie - original position;
- rechtvaardigheid als billijkheid/redelijkheid - justice as fairness;
- reflectief evenwicht - reflective equilibrium;
- de sluier van onwetendheid - veil of ignorance;
- overlappende consensus - overlapping consensus;
- publieke rede of publieke ratio - public reason.

#### Realistische utopie
Als politiek filosoof stelt Rawls zich de vraag hoe stabiele politiek bereikt kan worden. Hij ontwikkelt in het verlengde van het denken van Kant een deontologische contractualistische theorie. Hij onderzoekt welke basisregels afgesproken moeten worden om een samenleving rechtvaardig te kunnen noemen. In het contractualisme van Rawls wordt de onpartijdigheid geconstrueerd door de fictie van een oorspronkelijke positie. Alle betrokkenen verbergen hun particuliere belangen en omstandigheden achter een sluier van onwetendheid. De idee is dat iedereen zijn deel van de inspanningen levert, waarbij de reciprociteitsnorm centraal staat. Op deze manier definieert hij hoe een democratische samenleving onder gunstige haalbare omstandigheden eruit zou kunnen zien. Rawls noemt deze ideaal conceptie van rechtvaardigheid realistisch utopisch. Realistisch omdat het is afgestemd op datgene waartoe mensen in het beste geval in staat zijn, gegeven hun natuurlijke aard en onder normale omstandigheden. Utopisch omdat het uitgaat van morele en politieke idealen, beginselen en concepten om een rechtvaardige samenleving te schetsen met vrije en gelijke burgers. Rawls formuleert het als volgt:
The idea of this society is realistically utopian in that it depicts an achievable social world that combines political right and justice for all liberal and decent peoples in a Society of Peoples.
Dit is een voortzetting van de idee van het sociaal contract van Rousseau.

#### Basisprincipes van rechtvaardigheid
Aan het einde van zijn loopbaan beschreef Rawls de basisprincipes van rechtvaardigheid als volgt:
- Ieder mens heeft een gelijke aanspraak op een volwaardig basispakket aan rechten en vrijheden. Deze rechten en vrijheden zijn verenigbaar met de rechten en vrijheden van anderen. De politieke overheid dient deze basisrechten en vrijheden te garanderen.
- Sociale en economische ongelijkheid is alleen gerechtvaardigd als ze verbonden is aan posities die openstaan voor iedereen en/of als de minst bevoordeelden in de samenleving ervan profiteren.

Het eerste principe staat ter discussie door verschijnselen als slavernij, horigheid, lijfeigenschap of dictatuur.
Het tweede beginsel is samen te vatten als gelijke kansen voor iedereen. Het is interessant om te zien dat de minst bevoordeelden ofwel sociaal zwakkeren een steeds grotere rol zijn gaan spelen in het werk van Rawls. In het begin van zijn carrière was Rawls een grotere aanhanger van het liberalisme en de meritocratie dan aan het einde van zijn loopbaan, toen hij meer oog had voor ingebakken ongelijkheid.

## Werk

### Een theorie van rechtvaardigheid
Een van zijn belangrijkste werken is Een theorie van rechtvaardigheid. Dat boek verscheen oorspronkelijk in 1971 onder de titel A Theory of Justice en werd in 2006 vertaald naar het Nederlands op basis van de herziene Harvard-editie uit 1999. In dit boek kijkt Rawls naar hoe de verdeling van onder meer macht, kennis en geld tot stand komt en wat eraan ten grondslag ligt. Hij stelt daarbij de vraag in hoeverre kennis, macht en rijkdom te danken zijn aan eigen inzet en in hoeverre aan ongelijke uitgangsposities en of de verdeling wel rechtvaardig is in de zin van billijk of redelijk. Met dit boek neemt Rawls het sociaal contract onder de loep. Hij daagt uit na te denken over een rechtvaardige verdeling van schaarse goederen. Wat is rechtvaardigheid eigenlijk? Rawls stelt voor, rechtvaardigheid vanuit redelijkheid te benaderen - justice as fairness, een van de belangrijkste principes van Rawls. Hij stelt dat een rechtvaardige verdeling of een rechtvaardige maatschappij alleen tot stand zou kunnen komen als de personen die de maatschappij inrichten zich bij wijze van gedachte-experiment tijdelijk achter een sluier van onwetendheid verschuilen. Achter die sluier zijn ze onwetend over de positie die zij in de toekomstige maatschappij gaan bekleden. De vraag is hoe de maatschappij ingericht zou worden als zaken ras, geslacht, rijkdom, intelligentie, gezondheid en aantrekkelijkheid onbekend zijn. Volgens Rawls stimuleert dit uitgangspunt om de basisvoorwaarden zo te vormen dat het de positie van achtergestelden bevordert.

### Political Liberalism
Een ander belangrijk werk is Political Liberalism. In dit boek bekijkt Rawls een multiculturele samenleving waarin verschillende ideeën bestaan over de inhoud van het goede. Hij stelt hier de vraag hoe een stabiele samenleving te bereiken is met groepen met andere normen en waarden en andere religies en culturele achtergronden. In dit werk introduceert Rawls het begrip overlappende consensus. Volgens Rawls is het belangrijk dat alle groepen binnen een samenleving het over de meest essentiële zaken eens zijn. Bepaalde normen en waarden moet iedereen onderschrijven, daar komt men niet onderuit. Maar over alles wat niet essentieel is, daarover mogen mensen van mening en invulling verschillen. We hoeven niet allemaal klonen van elkaar te zijn. Het deel waarover we kunnen verschillen is bijvoorbeeld de invulling van ons privéleven. Belangrijk in deze theorie is natuurlijk wel dat onderscheid gemaakt moet kunnen worden tussen wat essentieel is en wat dat niet is. Een overlappende consensus - dat deel dat iedereen binnen een samenleving moet onderschrijven - is nodig om een stabiele samenleving te creëren en te bewaren. Wat Rawls in Political Liberalism beschrijft is dan ook een consensus-theorie. Volledige assimilatie van minderheden is niet nodig, maar helemaal langs elkaar heen leven en er volkomen eigen systemen, waarden en normen op na houden is ook uit den boze. In dit werk introduceert Rawls ook het begrip public reason, ofwel de publieke rede, dat waarover iedereen het binnen een samenleving eens is of zou moeten zijn.

## Publicaties

### Boeken
- A Theory of Justice. Cambridge, Massachusetts: Harvard University Press, 1971. In 1999 kwam de herziene versie uit.
- Political Liberalism. Columbia University Press, 1993. De paperback is uitgebreider dan de gebonden editie.
- The Law of Peoples. Met daarin 'The Idea of Public Reason Revisited' Cambridge, Harvard University Press, 1999.
- Collected Papers. Harvard University Press, 1999.
- Lectures on the History of Moral Philosophy. Harvard University Press, 2000.
- Justice as Fairness: A Restatement. Cambridge, Belknap Press, 2001. Dit is een korte weergave van de theorieën van Rawls.

### Artikelen
- A Study in the Grounds of Ethical Knowledge., dissertatie, Princeton University, 1950.
- Outline of a Decision Procedure for Ethics. Philosophical Review (april 1951), 60 (2): 177-197.
- Two Concepts of Rules. Philosophical Review (januari 1955), 64 (1):3-32.
- Justice as Fairness. Journal of Philosophy (oktober 24, 1957), 54 (22): 653-662.
- Justice as Fairness. Philosophical Review (april 1958), 67 (2): 164-194.
- The Sense of Justice. Philosophical Review (juli 1963), 72 (3): 281-305.
- Distributive Justice: Some Addenda. Natural Law Forum (1968), 13: 51-71.
- Reply to Lyons and Teitelman. Journal of Philosophy (oktober 5, 1972), 69 (18): 556-557.
- Reply to Alexander and Musgrave. Quarterly Journal of Economics (november 1974), 88 (4): 633-655.
- Some Reasons for the Maximin Criterion. American Economic Review (mei 1974), 64 (2): 141-146.
- Fairness to Goodness. Philosophical Review (October 1975), 84 (4): 536-554.
- The Independence of Moral Theory. Proceedings and Addresses of the American Philosophical Association (November 1975), 48: 5-22.
- A Kantian Conception of Equality. Cambridge Review (februari 1975), 96 (2225): 94-99.
- The Basic Structure as Subject. American Philosophical Quarterly (april 1977), 14 (2): 159-165.
- Kantian Constructivism in Moral Theory. Journal of Philosophy (september 1980), 77 (9): 515-572.
- Justice as Fairness: Political not Metaphysical. Philosophy & Public Affairs (zomer 1985), 14 (3): 223-251.
- The Idea of an Overlapping Consensus. Oxford Journal for Legal Studies (lente 1987), 7 (1): 1-25.
- The Priority of Right and Ideas of the Good. Philosophy & Public Affairs (herfst 1988), 17 (4): 251-276.
- The Domain of the Political and Overlapping Consensus. New York University Law Review (May 1989), 64 (2): 233-255.
- Roderick Firth: His Life and Work. Philosophy and Phenomenological Research (maart 1991), 51 (1): 109-118.
- The Law of Peoples. Critical Inquiry (Fall 1993), 20 (1): 36-68.
- Reconciliation through the Public Use of Reason. Journal of Philosophy (maart 1995), 92 (3):132-180.

### Studies over werk van Rawls
- Brian Barry (1973): The Liberal Theory of Justice: A Critical Examination of the Principal Doctrines in A Theory of Justice by John Rawls. Oxford: Clarendon Press.
- Kees Schuyt (1973): Recht, orde en burgerlijke gehoorzaamheid. Rotterdam: Universitaire pers.
- Robert Nozick (1974):  Anarchy, State and Utopia. New York: Basic Books.
- en: Norman Daniels ed.(1975): Reading Rawls: Critical Studies of A Theory of Justice. New York: Basic Books. (Heruitgegeven met een nieuw voorwaaord (1989, Stanford University Press).
- Percy B. Lehning & R.J. van der Veen (1976 en 1977): De rechtvaardigheidstheorie van John Rawls. deel I Acta Politica (1976) 11,4: 449-488; deel II Acta Politica (1977)12, 1: 25-76.
- en: Robert Paul Wolff (1977): Understanding Rawls. Princeton University Press.
- Koen Reas (1984): Het rechtvaardigheidsconcept van John Rawls: een verkenning in de constructivistische ethisch-politieke wijsbegeerte. Antwerpen: Kluwer Rechtswetenschappen.
- Percy B. Lehning (1986): Politieke orde en Rawlsiaanse rechtvaardigheid. Delft: Eburon.
- en: Chandran Kukathas & Philip Pettit (1990): Rawls: A Theory of Justice and its Critics. Stanford: Stanford University Press.
- en: Thomas Pogge (1994): John Rawls. München: Verlag C.H. Beck.
- Henry Richardson & Paul Weithman ed. (1999): The Philosophy of Rawls. Garland.
- Robert Talisse (2000): On Rawls. Wadsworth.
- Ronald Tinnevelt & Gert Verschraegen ed. (2002) Rawls: Een inleiding in zijn werk. Pelckmans & Klement.
- Samuel Freeman ed. (2003): Cambridge Companion to Rawls. Cambridge: Cambridge University Press.
- Chandran Kukathas ed. (2003): John Rawls: Critical Assessments of Leading Political Philosophers. Routledge.
- Wibren van der Burg & Roland Pierik (2003): John Rawls: de filosoof van de liberaal-democratische verzorgingsstaat. Nederlands Juristenblad,
- Percy B. Lehning (2006): Rawls. Rotterdam, in de reeks Kopstukken van de Filosofie van Lemniscaat.
- Percy B. Lehning (2009): John Rawls. An Introduction. Cambridge University Press.
- Dirk Verhofstadt ed. (2017): Theorieën over rechtvaardigheid. De John Rawlslezingen. Liberaal Archief en Liberales

## Prijzen
- Rolf Schock-prijs voor logica en filosofie (1999)
- National Humanities Medal (1999)
- Erelid van het Leidsch Filosofisch Gezelschap "Wat denk je zelf?"
- Lid van Verdienste bij Juridische faculteitsvereniging QBDBD van de VU*

## Voetnoten
1. ↑  Encyclopaedia Britannica: "John Rawls". Gearchiveerd op 1 mei 2015.
2. ↑  Wibren van der Burg & Roland Pierik (2003): John Rawls: de filosoof van de liberaal-democratische verzorgingsstaat.
3. ↑  The Law of Peoples p. 6
4. ↑  Percy B. Lehning. Rawls (2006)
5. ↑  Annet van Melle & Peter van Zilfhout. Woorden & Daden (2008)

- Bibsys: 90229363
- Biblioteca Nacional de Chile: 000044355
- Biblioteca Nacional de España: XX1031850
- Bibliothèque nationale de France: cb120576522 (data)
- Catàleg d'autoritats de noms i títols de Catalunya: 981058520222206706
- CiNii: DA01041615
- Gemeinsame Normdatei: 118598678
- International Standard Name Identifier: 0000 0001 2133 4729
- Library of Congress Control Number: n78081060
- Nationale Bibliotheek van Letland: 000015815
- Mathematics Genealogy Project: 244004
- Bibliotheek van het Japanse parlement: 00453769
- Nationale Bibliotheek van Tsjechië: jn19990006864
- Nationale bibliotheek van Australië: 35443569
- Nationale Bibliotheek van Israël: 987007266963905171
- Nationale Bibliotheek van Polen: a0000001181128
- Nationale en Universitaire bibliotheek Zagreb: 000018423
- Nederlandse Thesaurus van Auteursnamen: 068528795
- Réseau des bibliothèques de Suisse occidentale: 02-A026605928
- Istituto Centrale per il Catalogo Unico: CFIV041125
- LIBRIS: 221049
- SNAC: w6s548gs
- Système universitaire de documentation: 027572749
- Trove: 954756
- Virtual International Authority File: 54168677
- WorldCat: E39PBJycKXJcMyVV3rDP3Tw3cP